# Heyworth
Heyworth – wieś w Stanach Zjednoczonych, w stanie Illinois, w hrabstwie McLean.